# Pallenoides proboscidea
Pallenoides proboscidea là một loài nhện biển trong họ Callipallenidae. Loài này thuộc chi Pallenoides. Pallenoides proboscidea được miêu tả khoa học năm 1955 bởi Barnard.